# Självmord i Sydkorea

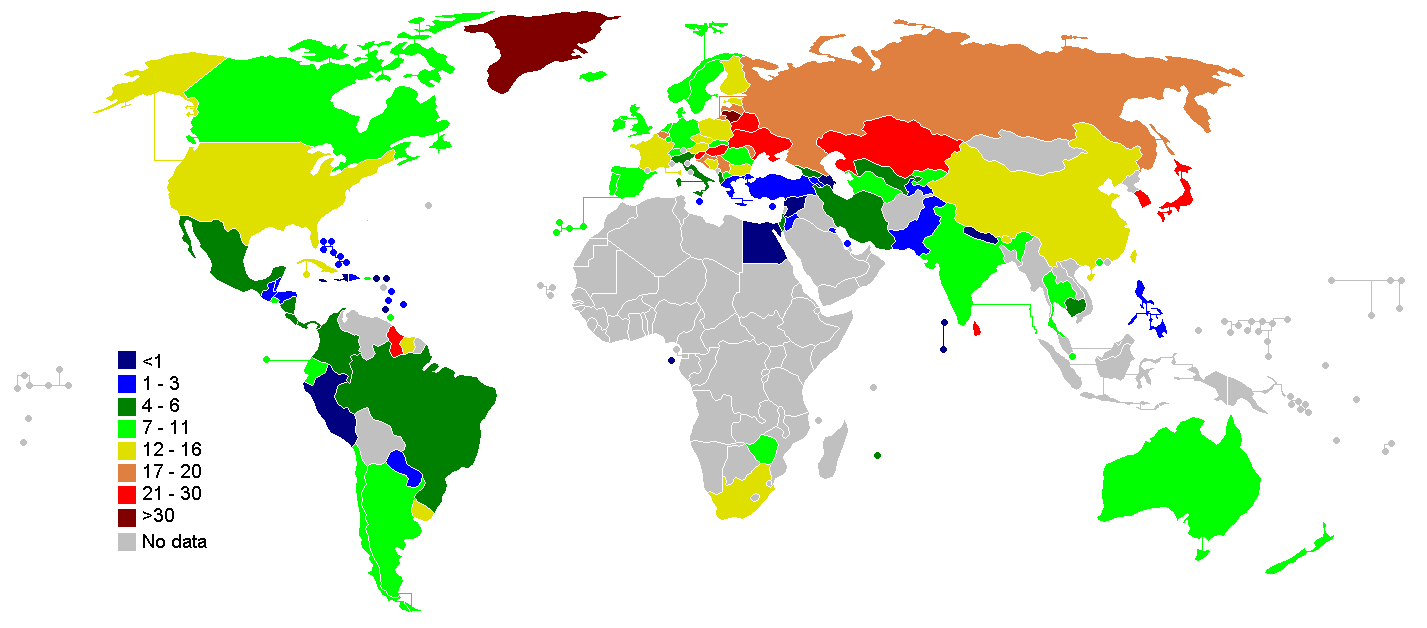
Sydkoreas självmordsfrekvens per 100 000 personer jämfört med andra länder, enligt Världshälsoorganisationen i Genève. Forskaren Peeter Värnik hävdar att en enkel majoritet av de totala självmorden sker i sex länder, varav Sydkorea är ett av dem.

Självmord i Sydkorea anges i allmänhet som självmordsfrekvens med antal självmord per 100 000 invånare och år. År 2022 hade Sydkorea en sådan frekvens på omkring 25. Detta är den högsta självmordsfrekvensen i OECD och den tolfte högsta frekvensen i världen. År 2012 var självmord den fjärde vanligaste dödsorsaken i Sydkorea.
Självmord är den främsta dödsorsaken bland sydkoreaner i åldern 10 till 39 år. De höga självmordstalen jämfört med andra i-länder påverkas av förekomsten av självmord bland äldre. Bland orsakerna nämns den utbredda fattigdomen bland seniorer, då nästan hälften av landets äldre befolkning lever under fattigdomsgränsen. En annan orsak anges vara att den sociala strukturen med barn som tar hand om sina föräldrar försvunnit under 2000-talet, samt ett dåligt finansierat socialt skyddsnät för äldre, eftersom man inte vill vara en ekonomisk börda för sin familj. Som ett resultat tenderar människor som bor på landsbygden att ha högre självmordsfrekvens. Detta beror på stor diskriminering av äldre, särskilt vid jobbsökande. Enligt en undersökning har 85,7 procent av de i 50-årsåldern upplevt sådan diskriminering. Åldersdiskriminering har också ett direkt samband med självmord, förutom den spridda fattigdomen bland äldre.
Proaktiva statliga ansträngningar för att minska självmord i landet har visat sig vara effektiva. 2014 skedde det 27,3 självmord per 100 000 personer, en minskning med 4,1 % från föregående år, då antalet självmord var 28,5. Minskningen resulterade i att år 2014 skedde den lägsta andelen självmord på sex år.

## Statistik

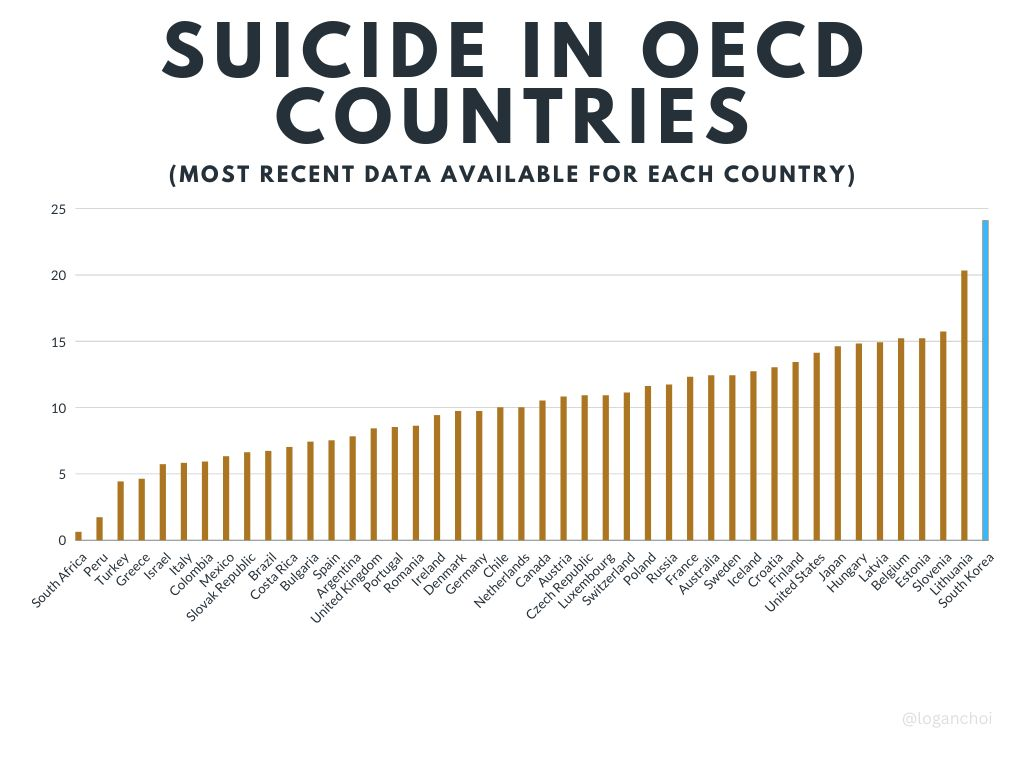
Senaste tillgängliga data om OECD-ländernas självmordsfrekvens (2 november 2022).

### Ålder
En extremt hög självmordsfrekvens bland äldre är en stor bidragande orsak till Sydkoreas totala andel självmord. När människor åldras ökar risken för självmord på grund av sociopsykologiska faktorer såsom inkomstminskning på grund av pensionering, ökade medicinska kostnader, fysiska försämringar eller funktionshinder, förlust av partner, vänner och tomhetskänslor. Många fattiga äldre människor tar livet av sig för att inte vara en börda för sina familjer, eftersom det sydkoreanska välfärdssystemet är dåligt finansierat och traditionen att barn tar hand om sina gamla föräldrar har i stort sett försvunnit under 2000-talet. Som ett resultat har människor som bor på landsbygden högre självmordsfrekvens.
Även om det är lägre än andelen för äldre, har gymnasie- och högskolestudenter i Sydkorea en högre självmordsfrekvens än genomsnittet.
Under de senaste fem åren har antalet självmord eller självförvållade skador ökat från att 2015 ha varit 4,947 till att 2019 ha varit 9,828, och de flesta fallen gällde personer mellan 9 och 24 år. Kang Byung-won, parlamentsledamot från det demokratiska partiet, berättade att "27 unga sydkoreaner antingen försöker begå självmord eller lider av självförvållade skador per dag."

### Kön

Självmord är den största dödsorsaken för personer i 10-, 20- och 30-årsåldern.

I genomsnitt har män en självmordsfrekvens som är dubbelt så hög som kvinnor. Men antalet självmordsförsök är högre för kvinnor än män. Enligt en studie har män en högre självmordsfrekvens eftersom de använder sig av mer allvarliga och dödliga självmordsmetoder. Risk-Rescue Rating Scale (RRRS), som mäter dödligheten på suicidmetoder genom att mäta förhållandet mellan fem riskfaktorer och fem räddningsfaktorer, var i genomsnitt 37,18 för män och 34,00 för kvinnor. En studie har visat att detta kan innebära att kvinnor försöker dö genom självmord mer som en demonstration, medan män dör av självmord med ett bestämt syfte.
Jämfört med andra OECD-länder är Sydkoreas kvinnliga självmordsfrekvens högst med 15,0 självmord per 100 000 dödsfall, medan självmordsfrekvensen för män är tredje högst med 32,5 per 100 000 dödsfall. Kvinnor hade en högre ökning av proportionell självmordsfrekvens jämfört med män mellan 1986 och 2005. Mäns självmordsfrekvens ökade med 244 %, medan kvinnors ökade med 282 %.

### Civilstånd
Studier tyder på att självmordsfrekvensen skiljer sig åt mellan olika civilstånd. Personer som aldrig varit gifta eller som har ändrat sin civilståndsstatus på grund av skilsmässa, dödsfall eller separation löper en högre risk att begå självmord än gifta. Skilda individer är den mest utsatta gruppen, följt av individer som aldrig har gift sig medan änkor var den lägsta riskgruppen. Familjerelationer bidrog också till mäns och kvinnors mentala hälsa. Studien om civilstånd visade att individer som var missnöjda med sina familjerelationer löpte en högre risk för depression och självmordstankar.

Självmordsfrekvens efter kön och ålder i Sydkorea 2012, per 100 000 personer

Roy Baumeisters flyktteori används för att ytterligare förklara skillnaderna i självmordsfrekvens mellan olika civilstånd. Enligt Baumeister har flyktteorin sex steg, vilket ökar risken att dö av självmord om kriterierna för alla sex steg uppfylls. Baumeister konstaterar att depression ensamt inte leder till självmord eftersom de flesta deprimerade individer inte försöker begå självmord och inte alla som har försökt begå självmord är kliniskt deprimerade. Enligt Baumeister kan modellen ses som ett beslutsträd: För det första påträffar individen ett misslyckande eller bakslag som faller under deras eller samhällets höga förväntningar och standarder. För det andra börjar individen göra ogynnsamma självtillskrivningar om sig själva vilket får dem att mentalt spiralera nedåt. För det tredje kommer individen att underblåsa sina självmordstankar genom att tro att misslyckandet eller bakslaget beror på att de är otillräckliga, skyldiga eller en dålig person. För det fjärde leder individens negativa känslor dem till att tro att de inte når upplevda förväntningar. För det femte kommer individen att börja uppleva kognitiv dekonstruktion genom att övergå till låga nivåer av tänkande och bli känslolös. För det sjätte, kognitiv dekonstruktion tar bort hämningar som gör det svårt att inse konsekvenserna av självmord. Att förlora en partner på grund av dödsfall, skilsmässa eller separation kan öka en persons försök till självmord.

### Socioekonomisk status

Fattigdomen bland äldre i Sydkorea är den högsta bland OECD-länderna.

Socioekonomisk status mäts genom en befolknings utbildningsnivå, grad av urbanitet och bostadsstatus. Låg socioekonomisk status, hög stress, otillräcklig sömn, alkoholanvändning och rökning är associerade med självmordstendenser bland ungdomar. Den ekonomiska svårighetsfaktorn noteras som den vanligaste orsaken till äldres självmord. Eftersom 71,4 % av den äldre befolkningen är outbildad och 37,1 % av dem bor på landsbygden, är det mer sannolikt att de upplever ekonomiska svårigheter, vilket kan leda till hälsoproblem och familjekonflikter. Alla dessa faktorer tillsammans leder till en ökning av självmordstankar och fullbordande av det.

### Regioner
Gangwon har en 37,84 % högre självmordsfrekvens än frekvensen för hela Sydkorea. Efter Gangwon kommer Chungnam tvåa och Jeonbuk trea. Ulsan, Gangwon och Incheon har den högsta självmordsfrekvensen för personer över 65 år. Daegu har den högsta självmordsfrekvensen för dem i åldrarna 40 till 59. Gangwon, Jeonnam och Chungnam har de högsta självmordsfrekvenserna för dem i åldrarna 20 till 39.

## Metoder

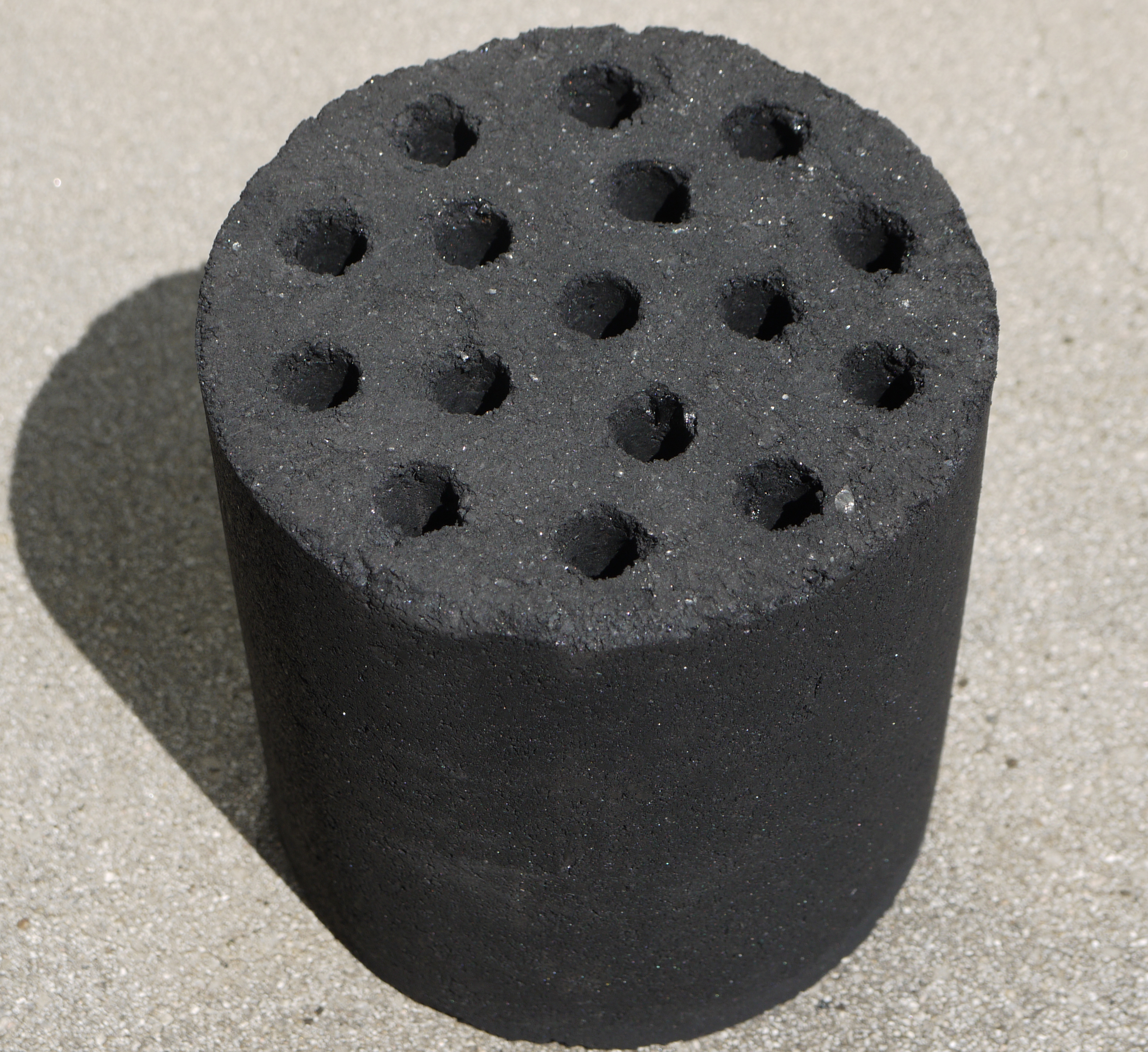
Yeontanbränning har använts som självmordsmetod i Sydkorea.

Eftersom sydkoreansk lag kraftigt begränsar innehav av skjutvapen använder bara en tredjedel av sydkoreanska kvinnor våldsamma metoder för att dö i självmord. Förgiftning är den vanligaste metoden för sydkoreanska kvinnor, med bekämpningsmedel som står för hälften av självmorden bland den befolkningen. 58,3 % av självmorden från 1996 till 2005 var på grund av förgiftning av bekämpningsmedel. En annan vanlig metod för självmord i Sydkorea är hängning. En studie av Jeon et al. har visat en skillnad mellan de metoder som används av personer som planerade och inte planerade sina självmordsförsök. Personer med oplanerade självmordförsök tenderar att använda kemiska medel eller att hoppa tre gånger så ofta som personer med planerade självmordsförsök.
En studie av Subin Park et al. uppger att en viktig orsak till den allmänna uppåtgående trenden i den sydkoreanska självmordsfrekvensen från 2000 till 2011 var ökningen av självmord genom hängning. Under hela den tidsperioden växte hängning till att uppfattas som mer smärtfritt, socialt acceptabelt och tillgängligt, och blev därmed en mycket vanligare metod under det första decenniet av 2000-talet.

### Kolmonoxidförgiftning
Under de senaste åren, mitt i den stigande självmordsfrekvensen, har yeontanbränning använts som en självmordsmetod genom kolmonoxidförgiftning.

### Brohoppning

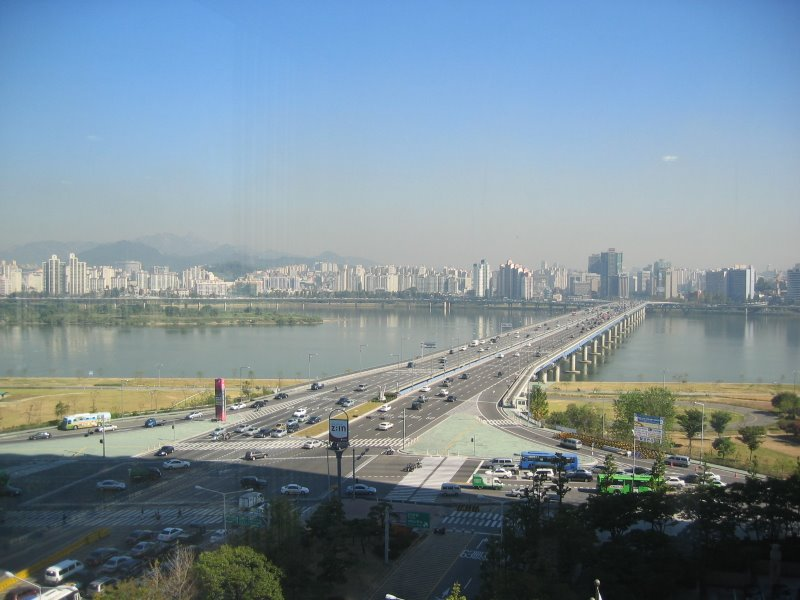
Mapobron är lokalt känd som "Självmordsbron" och "Dödens bro" på grund av att den ofta används som självmordsplats.

Brohoppning har också använts som självmordsmetod. Mapobron i Seoul, är lokalt känd som "självmordsbron" och "dödens bro". Sydkoreanska myndigheter har försökt motverka detta genom att kalla bron för "livets bro" samt att ha lugnande meddelanden på avsatserna.

## Anmärkningsvärda fall
- Den 22 februari 2005 dog skådespelerskan Lee Eun-ju, stjärnan i succéfilmer som Taegukgi och The Scarlet Letter, av självmord vid 24 års ålder.[40]

- Den 21 januari 2007 dog artisten U;Nee genom hängning vid 25 års ålder.[41]
- Den 2 oktober 2008 dog "nationens skådespelerska" Choi Jin-sil av självmord vid 39 års ålder.[42]
- Den 7 mars 2009 dog skådespelerskan Jang Ja-yeon av självmord vid 29 års ålder. Hon lämnade ett brev där hon hävdade våld, övergrepp och sexuellt utnyttjande av flera personer i underhållningsbranschen.[43]
- Den 23 mars 2009 hoppade president Roh Moo-hyun ihjäl från en ravin.[44]
- Den 19 november 2009 dog modellen Daul Kim av självmord i Paris vid 20 års ålder.[45]

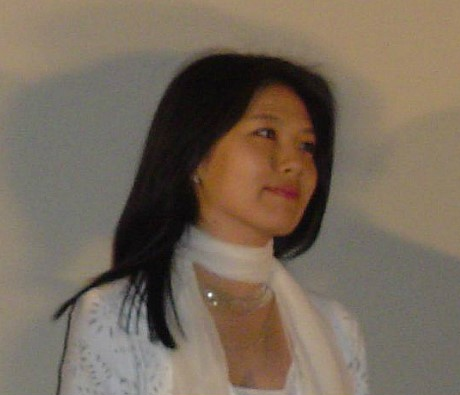
Skådespelerskan Lee Eun-ju dog av självmord vid 24 års ålder

- Den 18 oktober 2014 dog en 37-årig statlig säkerhetstjänsteman som övervakade organisationen av konserten den 17 oktober för K-pop-gruppen 4Minute av självmord, efter att 16 personer hade dött och 11 skadats av ett ventilationsgaller vid den konserten.[46]

- Den 9 april 2015 dog byggmagnaten Sung Wan-jong av självmord under anklagelser om korruption och lämnade ett självmordsbrev där han namngav personer som han hävdade hade varit inblandade i korruption.[47]

- Den 18 december 2017 dog Kim Jonghyun, en huvudvokalist i den sydkoreanska gruppen Shinee, av självmord vid 27 års ålder. Han hittades medvetslös på ett hotellrum av ambulanspersonal efter att ha skickat ett självmordsbrev till sin syster och dödförklarades senare vid ankomst till sjukhuset.[48] Ett självmordsbrev hittades som lyfte fram hans kamp med depression som han hade talat om under många år. I den fanns ord som "Jag är trasig inombords", "Jag hatar mig själv", och referenser till en läkare som skyllde hans depression på hans personlighet.[49][50]

- Den 14 oktober 2019 dog Sulli, en skådespelerska och tidigare medlem av f(x), av självmord vid 25 års ålder. Hon hittades död i sitt hem av sin manager.[51]
- Den 24 november 2019 dog Goo Hara, en skådespelerska och tidigare medlem av Kara, av självmord vid 28 års ålder.[52] Hon hade försökt avsluta sitt eget liv en gång tidigare, den 26 maj 2019, men hittades i tid och fördes till sjukhus.[53]
- Den 19 april 2023 dog Moonbin, huvuddansare i den sydkoreanska gruppen Astro, av självmord vid 25 års ålder. Han hittades död i sin bostad i Gangnam-distriktet i Seoul av sin manager.

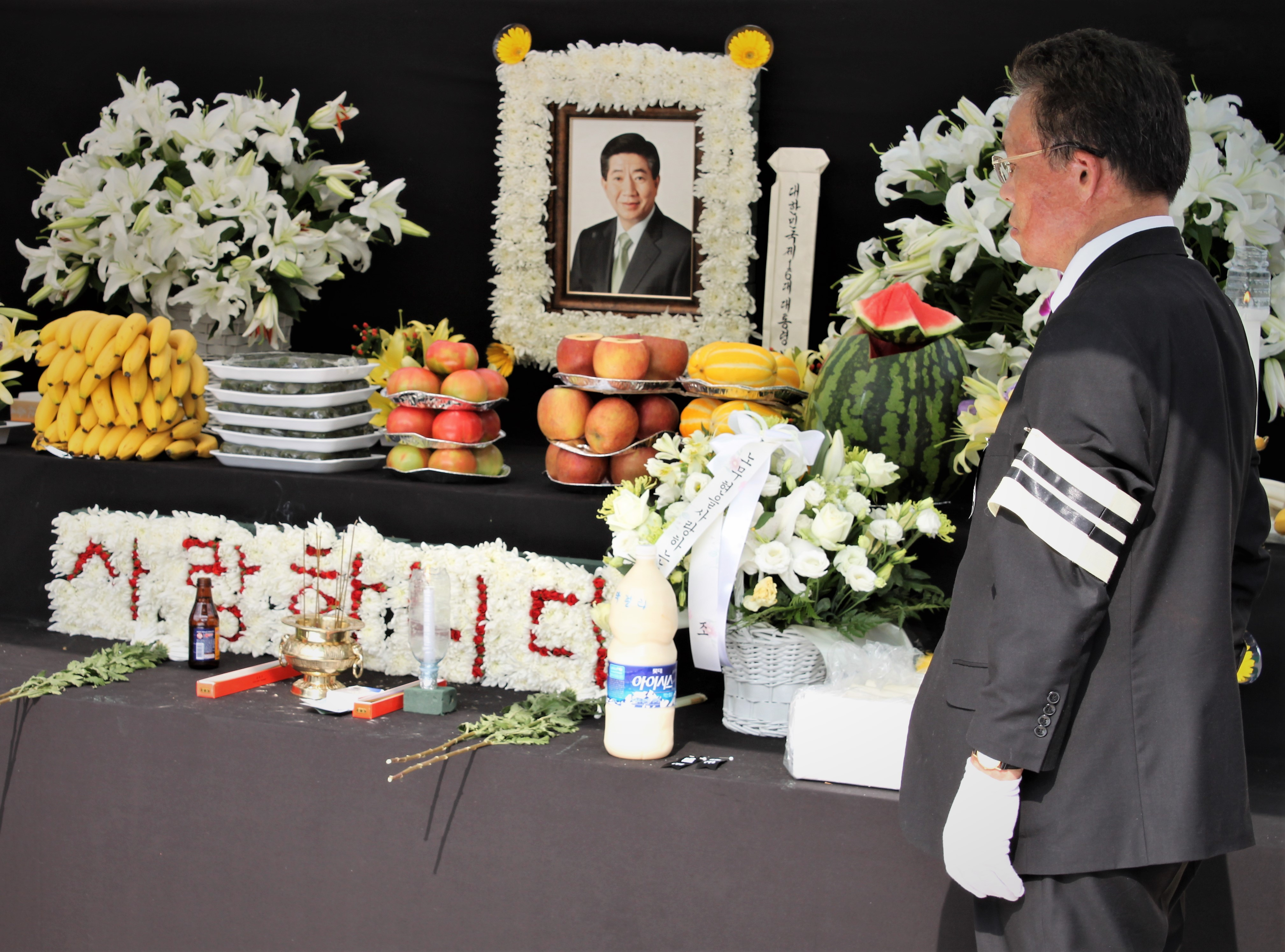
President Roh Moo-hyun dog av självmord den 23 maj 2009 i sin hemby Bongha Maeul.

## Orsaker

### Media
Huvudartikel: Werther-effekt

Enligt Werther-effekten försöker vissa människor begå självmord som en reaktion på ett annat självmord. Detta gäller även för Sydkorea. Enligt en studie har Sydkorea en ökning av självmord efter kändisars dödsfall. Studien har funnit att tre av elva fall av självmord på kändisar resulterade i att självmorden ökade i landet. Studien kontrollerade för de potentiella effekterna av förvirrande faktorer, såsom säsongsvariationer och arbetslöshet, och ändå hade självmord hos kändisar fortfarande ett starkt samband med ökad självmordsfrekvens under nio veckor. Graden av mediabevakning av självmord på kändisar påverkar graden av ökning av självmordsfrekvensen. I studien ledde de tre självmorden på kändisar som fick bred mediebevakning till en ökning av självmordsfrekvensen, och de andra självmorden hos kändisar med låg mediebevakning ledde inte till en ökning av självmordsfrekvensen. Förutom de ökade självmordstankarna leder självmord på kändisar till att människor använder samma metoder för att försöka begå självmord. Efter skådespelerskan Lee Eun-jus död 2005 använde fler människor hängning som självmordmetod.

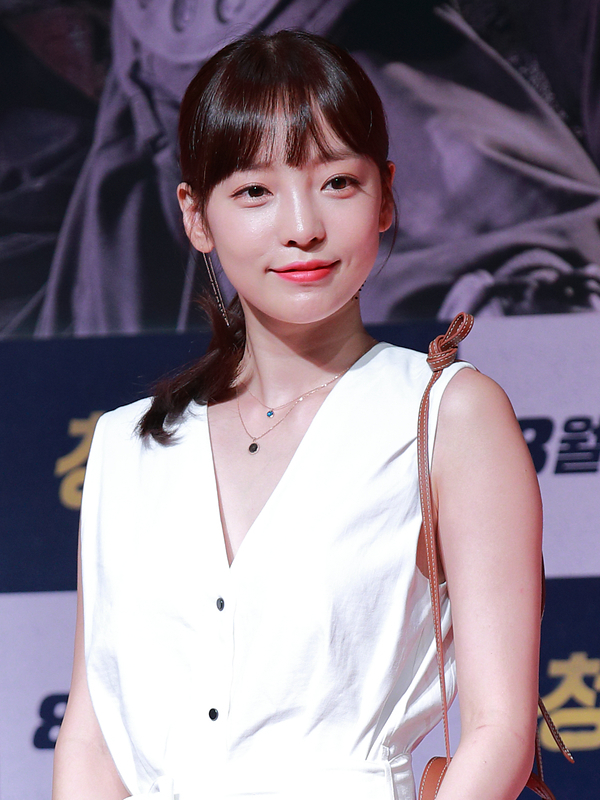
Goo Hara, en före detta medlem i gruppen KARA, dog av självmord efter att ha blivit nätmobbad av illvilliga kommentatorer online.

En pågående studie har också föreslagit att hög användning av internet är förknippat med självmord. Bland 1 573 gymnasieelever led 1,6 % elever av internetberoende och 38,0 % hade en risk för internetberoende. Eleverna med, eller i riskzonen för, internetberoende hade en högre grad av självmordstankar jämfört med de utan internetberoende. Studiens korrelationskaraktär gör det dock svårt att fastställa orsaksriktningen för detta samband.

### Familj
Många människor har blivit föräldralösa eller har förlorat en förälder på grund av Koreakriget. Inom en slumpmässig grupp på 12 532 vuxna hade 18,6 % av de tillfrågade förlorat någon av sina biologiska föräldrar. I studien fann man att moderns död har en större inverkan på frekvensen av självmordsförsök än faderns död. En studie har visat att män har den högsta andelen självmordsförsök när de drabbas av mödradöd från 0–4 års ålder och 5–9 års ålder. Kvinnor har den högsta frekvensen av självmordsförsök när de drabbas av mödradöd från 5–9 års ålder.

### Ekonomi
1997 och 1998 drabbade Asienkrisen Sydkorea. Under och efter den ekonomiska recessionen 1998 upplevde Sydkorea en kraftig ekonomisk recession på -6,9 % och en ökning av arbetslösheten på 7,0 %. En studie har visat att denna ekonomiska nedgång hade ett starkt samband med en ökning av självmordsfrekvensen. Ökad arbetslöshet och högre andel skilsmässor under den ekonomiska recessionen ledde till depression, vilket är en vanlig faktor som leder till självmord. Dessutom, enligt Durkheim, stör ekonomisk undergång en individs sociala ställning, vilket innebär att individens krav och förväntningar inte längre kan uppfyllas. En person som inte kan anpassa sig till den eftersatta sociala ordningen som orsakats av ekonomisk undergång är alltså mer benägen att dö av självmord.
Genom att analysera självmorden fram till 2003, noterar Park och Lester att arbetslöshet är en stor faktor för hög självmordsfrekvens. I Sydkorea har det varit en traditionell plikt för barn att ta hand om sina föräldrar. Men eftersom "den kulturella traditionen av vårdnadsplikt inte är kongruent med den alltmer konkurrensutsatta, specialiserade arbetsmarknaden i den moderna eran", offrar de äldre sig själva genom självmord för att minska bördan på sina barn.

### Utbildning
I Sydkorea är varje student skyldig att göra College Scholastic Ability Test (CSAT). Den här dagen samlas underklassmän och hejar på sina äldre när de går in i skolan för att göra sina prov. Regeringen har också beordrat att förbjuda flygplan att flyga under denna tid för att se till att det inte finns några distraktioner för dessa elever.
Utbildning i Sydkorea är extremt konkurrenskraftig, vilket gör det svårt att komma in på ett uppskattat universitet. En sydkoreansk elevs läsår varar från mars till februari. Året är uppdelat i två terminer: en från mars till juli och en från augusti till februari. Den genomsnittliga sydkoreanska gymnasieeleven spenderar också ungefär 16 timmar om dagen på skol- och skolrelaterade aktiviteter. De går på efterskoleprogram som kallas hagwons och det finns över 100 000 av dem i hela Sydkorea, vilket gör dem till en industri på 20 miljarder dollar. Återigen, detta beror på konkurrenskraften för acceptans till ett bra universitet. De flesta sydkoreanska testresultaten betygsätts också på en kurva, vilket leder till mer konkurrens. Sedan 2012 går elever i Sydkorea i skolan från måndag till fredag. Före 2005 gick sydkoreanska elever i skolan även på lördagar.
Även om sydkoreansk utbildning konsekvent rankas nära toppen i internationella akademiska bedömningar som PISA, anses den enorma stressen och pressen på dess elever av många utgöra barnmisshandel. Det har anklagats att stå för den höga självmordsfrekvensen i Sydkorea bland personer i åldern 10–19. Studier har visat att 46 % av gymnasieeleverna i Seoul, Sydkorea är deprimerade på grund av akademisk stress, vilket leder till självmordstankar och självmordsförsök. Sydkoreas konkurrenskraftiga utbildningssystem och den stressiga akademiska miljön, plus de sociala förväntningarna som kräver att eleverna ska utmärka sig i akademiskt håll, har negativt påverkat elevernas fysiska, mentala och känslomässiga välbefinnande.

### Psykisk ohälsa
I Sydkorea är psykisk ohälsa tabu, även inom en familj. Över 90 % av självmordsoffren kunde diagnostiseras med en psykisk störning, men endast 15 % av dem fick rätt behandling. Över två miljoner människor lider av depression årligen i Sydkorea, men bara 15 000 väljer att få regelbunden behandling. Eftersom psykiska sjukdomar ses ner på i det koreanska samhället, avråder familjer ofta personer med psykiska sjukdomar från att söka behandling. Eftersom det finns ett så starkt negativt stigma på behandling av psykiska sjukdomar, går många symtom obemärkta och kan leda till många irrationella beslut inklusive självmord. Dessutom används alkohol ofta för att självmedicinera, och en betydande andel av självmordsförsöken inträffar vid berusning.

### Covid-19
När covid-19-pandemin i Sydkorea fortsatte kämpade många män i 50-årsåldern och kvinnor i 20-årsåldern, vilket ledde till att några dog av självmord.

## Respons
Sydkorea har implementerat Strategies to Prevent Suicide (STOPS), ett projekt vars "initiativ syftade till att öka allmänhetens medvetenhet, förbättra mediarapporteringen om självmord, screening för personer med hög självmordsrisk, begränsa tillgången till medel och förbättra behandlingen av suiciddeprimerade patienter". Alla dessa metoder strävar efter att öka allmänhetens medvetenhet och statligt stöd för att förebygga självmord. För närvarande är Sydkorea och andra länder som har implementerat detta initiativ i färd med att utvärdera hur mycket inflytande detta initiativ har på självmordsfrekvensen. Utbildningsministeriet skapade en mobilapp för att kontrollera elevers inlägg på sociala medier, meddelanden och webbsökningar efter ord relaterade till självmord.
Eftersom mediebevakningen och framställningen av självmord påverkar självmordsfrekvensen, har regeringen "förkunnat nationella riktlinjer för rapportering om självmord i tryckta medier". Den nationella riktlinjen hjälper mediebevakningen att fokusera mer på varningstecken och behandlingsmöjligheter, snarare än faktorer som leder till självmord.
En annan metod som Sydkorea har implementerat är att utbilda "grindvakter". "Grindvaktsutbildningen" består i första hand av kunskap om självmord och hantering av självmordsbenägna individer och denna utbildning ges till lärare, socialsekreterare, volontärer och ungdomsledare. Den sydkoreanska regeringen utbildar "grindvakter" inom riskgrupper, som kvinnliga äldre eller låginkomstfamiljer. För att maximera effekten av "grindvakter" har regeringen även genomfört utvärderingsprogram för att redovisa resultaten.
Fysiska åtgärder vidtas också för att förhindra självmord. Regeringen har minskat "tillgången till dödliga sätt att skada sig själv". Som nämnts ovan i metoderna har regeringen minskat tillgången till förgiftningsmedel, monooxid från träkol och slutligen tågplattformar. Detta hjälper till att minska impulsivt självmordsbeteende.